# Посёлок Льва Толстого (Самарская область)
Льва Толсто́го — посёлок в Алексеевском районе Самарской области. Входит в состав сельского поселения Гавриловка.

## География
Расположен при овраге Таловка у пруда Кузяевский, в 11 км к юго-западу от центра сельского поселения селаГавриловка.

## Население
| 1986 | 2002 | 2010 | 2014 | 2015 |
| ---- | ---- | ---- | ---- | ---- |
| 63   | ↘49  | ↘36  | ↘33  | ↘30  |

Национальный состав
Согласно результатам переписи 2002 года, в национальной структуре населения русские составляли 84 % от жителей.